# Marisqueo

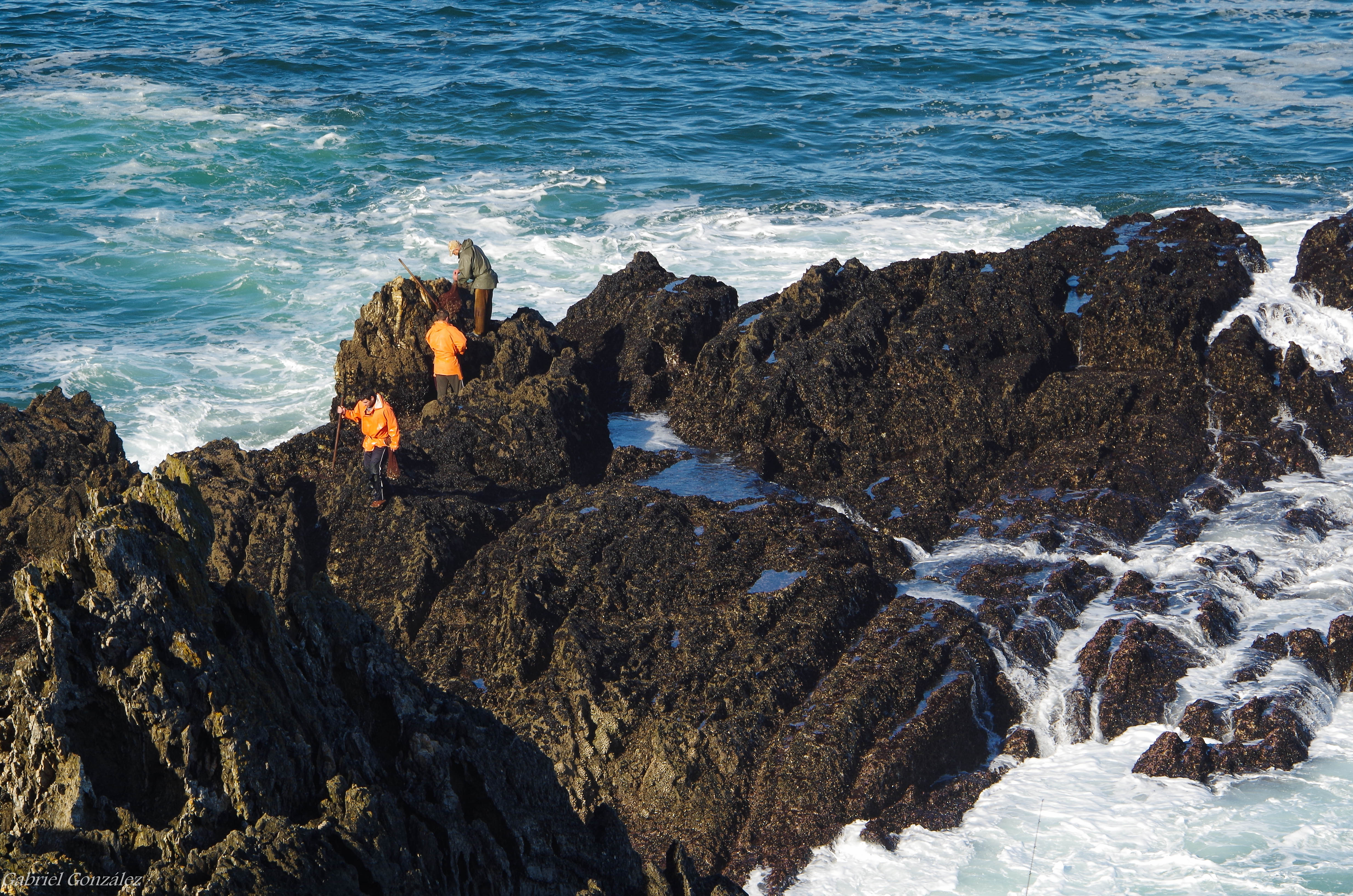
El marisqueo es, en ocasiones, una actividad peligrosa. En la imagen, percebeiros en Donón, Galicia.

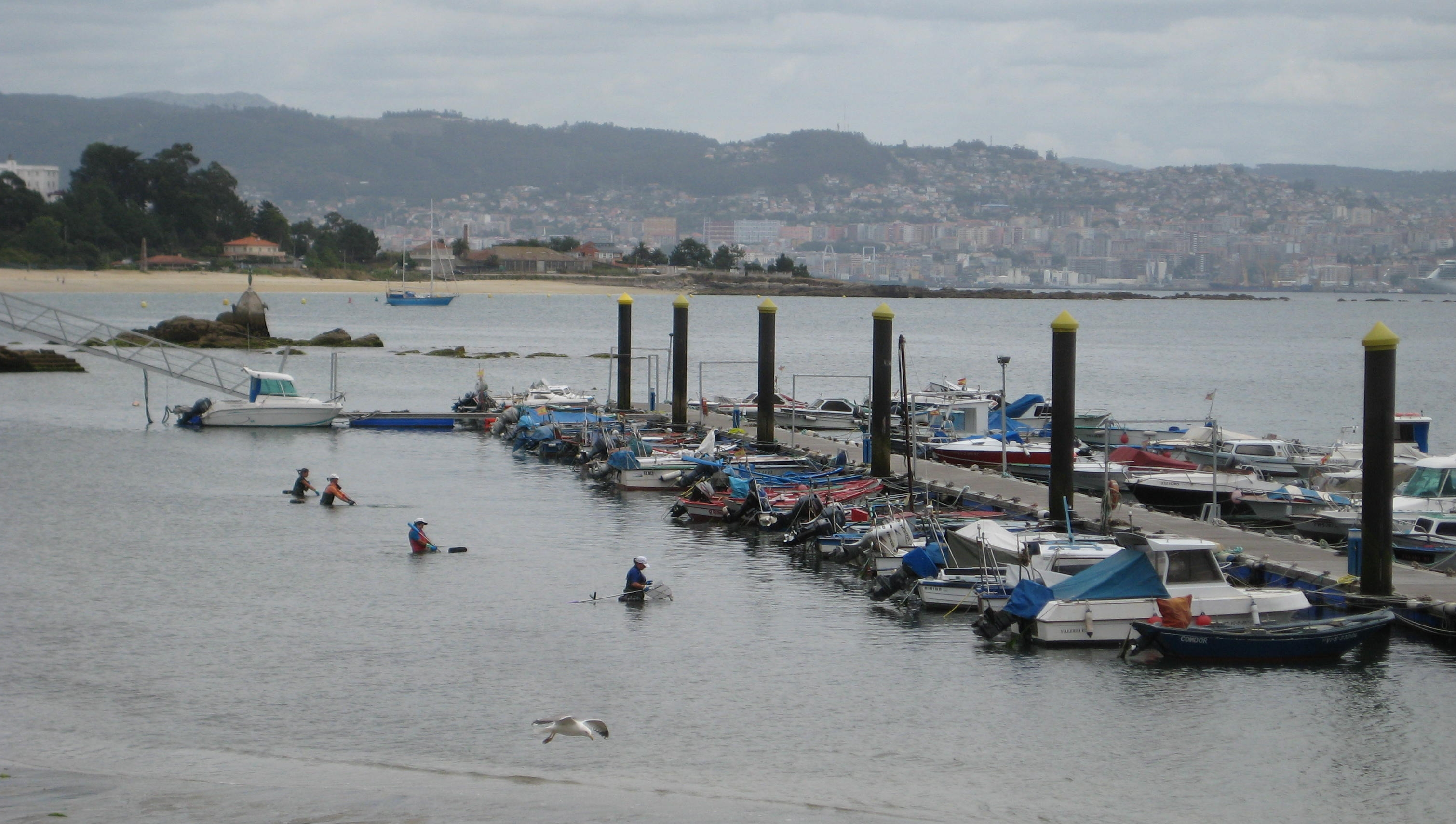
Marisqueo en Cangas de Morrazo, Galicia.

El marisqueo es la actividad desarrollada por los mariscadores, consistiendo en la cría, captura y recogida de marisco. Además abarca las labores de mantenimiento de las zonas asignadas para esa labor.
La recolección de mariscos y otros alimentos desde zonas costeras es una actividad practicada desde tiempos remotos en todo el mundo e incluso existe una teoría, hoy desacreditada, que sostiene que el ser humano habría adquirido su andar bípedo y otros rasgos que lo diferencian del resto de los simios por haber pasado una época viviendo en la costa africana como recolector de mariscos. 
Las primeras evidencias de consumo de mariscos es un conchero en capa registrado en la Cueva Pinnacle Point en Sudáfrica, con una antigüedad de 167.000 años. Los concheros, formados por las acumulaciones de las partes duras de los moluscos (conchas y valvas) son uno de los sitios arqueológicos más comunes en el mundo.
Los diferentes tipos de playa dan lugar a distintas técnicas de marisqueo. En las zonas rocosas existen moluscos adheridos a la roca y crustáceos que se refugian en cavidades; mientras que en las zonas arenosas se encuentran en galerías excavadas.
Para desprender mariscos adheridos se emplean herramientas de palanca, para capturar crustáceos y cefalópodos existen ganchos y objetos punzantes y para sacar mariscos de la arena se usan utensilios de excavación, semejantes a espátulas o a azadas.

## Notas y referencias

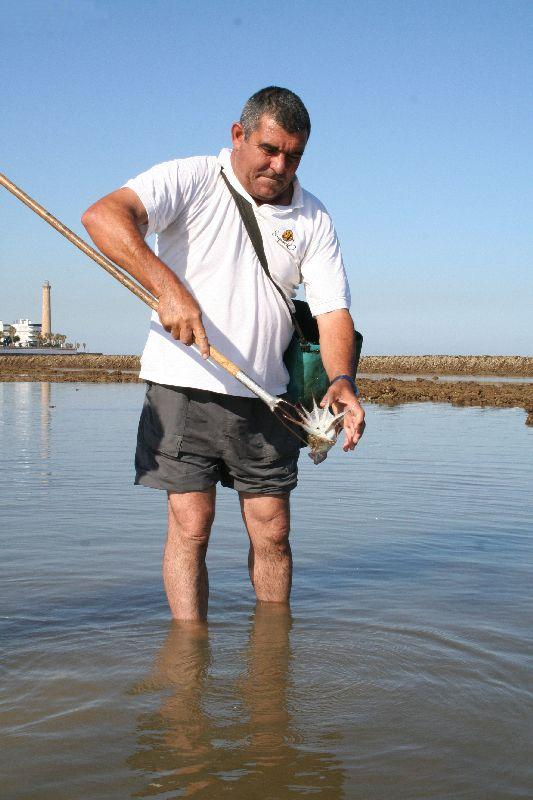
Desclavando un cefalópodo de un francajo.